# Bi-State Development Agency
Pour les articles homonymes, voir Metro.

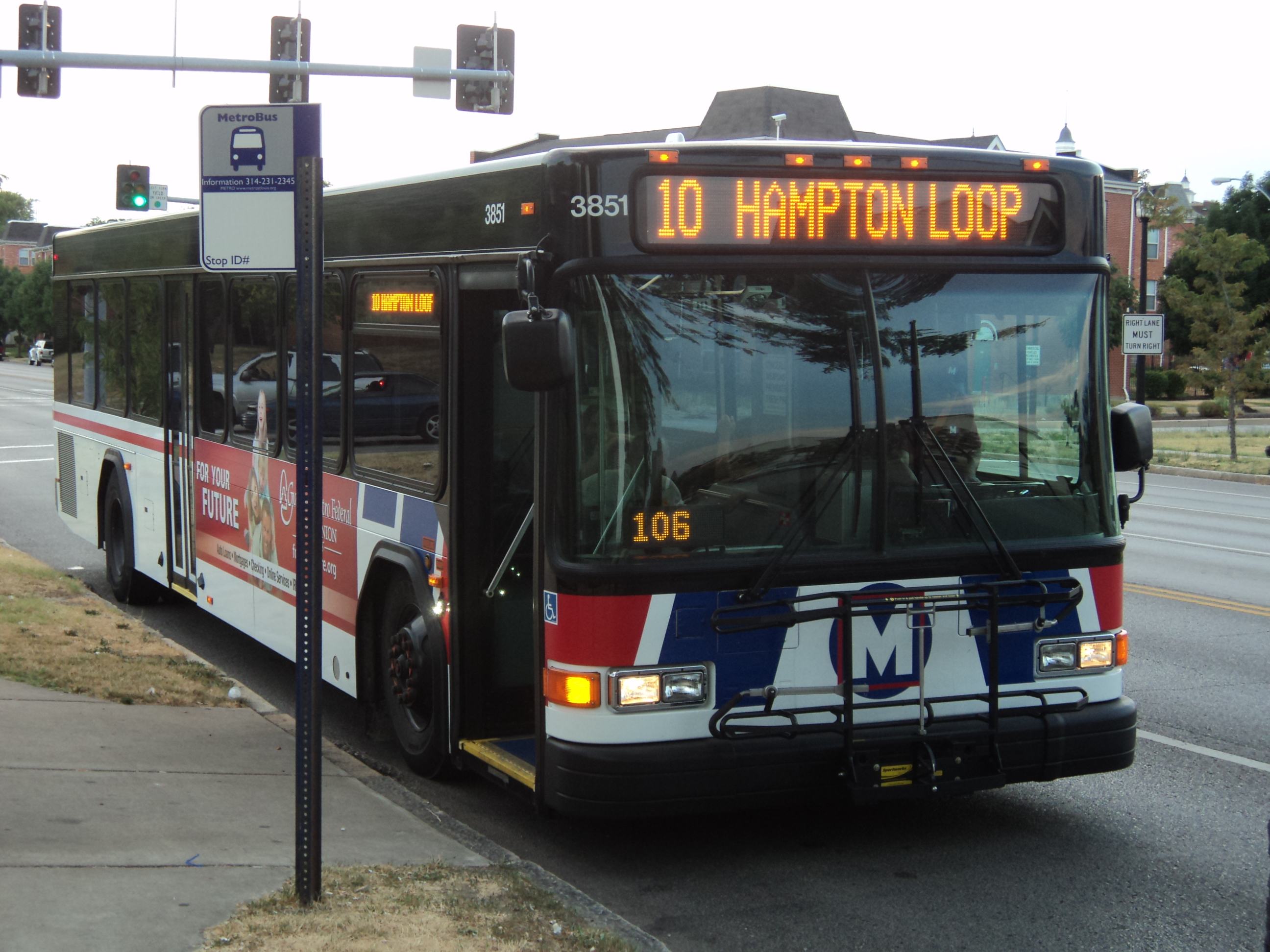
Autobus de la Bi-State Development Agency.

La Bi-State Development Agency, utilisant commercialement le nom de Metro, est une agence de transport en commun conjointe entre les États du Missouri et de l'Illinois, aux États-Unis.
Créée en 1949 par un interstate compact, elle est active dans le Grand Saint-Louis.